# Boulon (affluent du Loir)
Pour les articles homonymes, voir Boulon.
Le Boulon est une rivière française, affluent du Loir (rive droite). Il prend sa source (ou plutôt ses sources) à l'ouest de La Ville-aux-Clercs dans le département de Loir-et-Cher. Le Boulon conflue avec le Loir en aval de Vendôme, en limite Sud de la commune de Mazangé, au lieu-dit Le Gué du Loir.
Il a la particularité de disparaître sous terre au lieu-dit « Le Gouffre » (propriété privée) à la sortie sud de Danzé. C'est une perte des eaux de la rivière. En période d'étiage la totalité de ses eaux est absorbée sous terre. Les eaux de la rivière s'y perdent dans un bassin semi-circulaire d'une trentaine de mètres de diamètre. « Le Gouffre » est situé sur le tracé d'une grande faille régionale qui affecte les terrains du Crétacé supérieur et de l'Éocène inférieur entre Fontaine-Raoul au nord-est et Thoré-la-Rochette au sud-ouest, soit sur une distance de 30 km environ.
Les calcaires et craies du Turonien sous-jacent au Boulon sont très fracturés et fissurés et donc fortement attaqués par l'érosion karstique. Il en résulte la formation d'un réseau de galeries et de puits souterrains où coule le cours du Boulon.
Le trajet souterrain entre le point d'engouffrement et le point de résurgence est de 5 km environ avec une dénivellation d'une vingtaine de mètres.
Il réapparaît dans la commune d'Azé au lieu-dit « Fontaine de Saint-Sulpice ». Cette source est la résurgence des eaux du Boulon.

## Communes traversées
Il traverse les communes de Chauvigny-du-Perche, Romilly, La Ville-aux-Clercs, Azé, Danzé et Mazangé, toutes situées dans le département de Loir-et-Cher.

## Affluents
- Le ruisseau la Bourboule